# Tabanus qinlingensis
Tabanus qinlingensis är en tvåvingeart som beskrevs av Wang 1985. Tabanus qinlingensis ingår i släktet Tabanus och familjen bromsar. Inga underarter finns listade i Catalogue of Life.